# 충주 청명주
충주 청명주(忠州 淸明酒)는 충청북도 충주시에서 전승되는 대한민국의 전통주이다. 양력 4월의 절기인 청명 때에 빚는다고 하여 유래된 청명주는 충주 지방 일대를 상징하는 전통주로서, 당대 충주를 찾았던 상인들과 사대부들이 즐겨 마시며 알려졌다. 그런 전승을 인정받아 1993년 6월 4일 충청북도의 무형문화재 제2호 '중원 청명주'라는 명칭으로 지정되었고, 현재는 '충주 청명주'라는 현재의 이름으로 바뀌어 전해지고 있다.

## 개요
충주 창동리에 거주하는 김해 김씨 문중에서 만든 것으로 알려진 술로, 통밀을 이용해 만든 누룩과 찹쌀로 여러 차례 발효를 진행해 1백 일 정도의 기간을 거친 뒤 맑은 술을 떠내 완성한다. 당시 중원은 선비들과 상인들의 중간 집결지 노릇을 했기에 이 길을 타고 상인들에게, 사대부들에게 전파되었고, 조선 후기의 실학자 성호 이익 역시 저서 <성호사설>에서 "나는 평생 청명주를 가장 좋아하며 청명주의 양조 방법을 혹시나 잊어버릴까 두려워서 기록해 둔다'며 청명주를 찬미하기도 했다.
하지만 일제강점기 가양주를 만드는 것을 금지하면서 청명주는 한동안 명맥이 끊겼다가, 가문에 전해지는 향전록과 고문헌 등을 통해 김영기 씨가 다시 만든 것이 현재의 청명주이다. 이러한 노력을 인정받아 1993년에는 충북도의 두 번째 도 무형문화재로 지정되었고, 2005년부터는 김영기 씨의 아들인 김영섭 대표가 전수자로서 청명주를 만들고 있다. 특히 현재는 문화재로 지정된 청주 외에도 탁주와 소주를 생산하는 등, 실전되었던 청명주의 명맥을 다시금 잇고 있다. 2021년 추석에는 코로나19 대응 의료진을 비롯해 1만 5천여 명의 시민들에게 청와대에서 나눈 추석 선물의 구성품에 포함되면서 다시금 주목받기도 했다.

## 갤러리

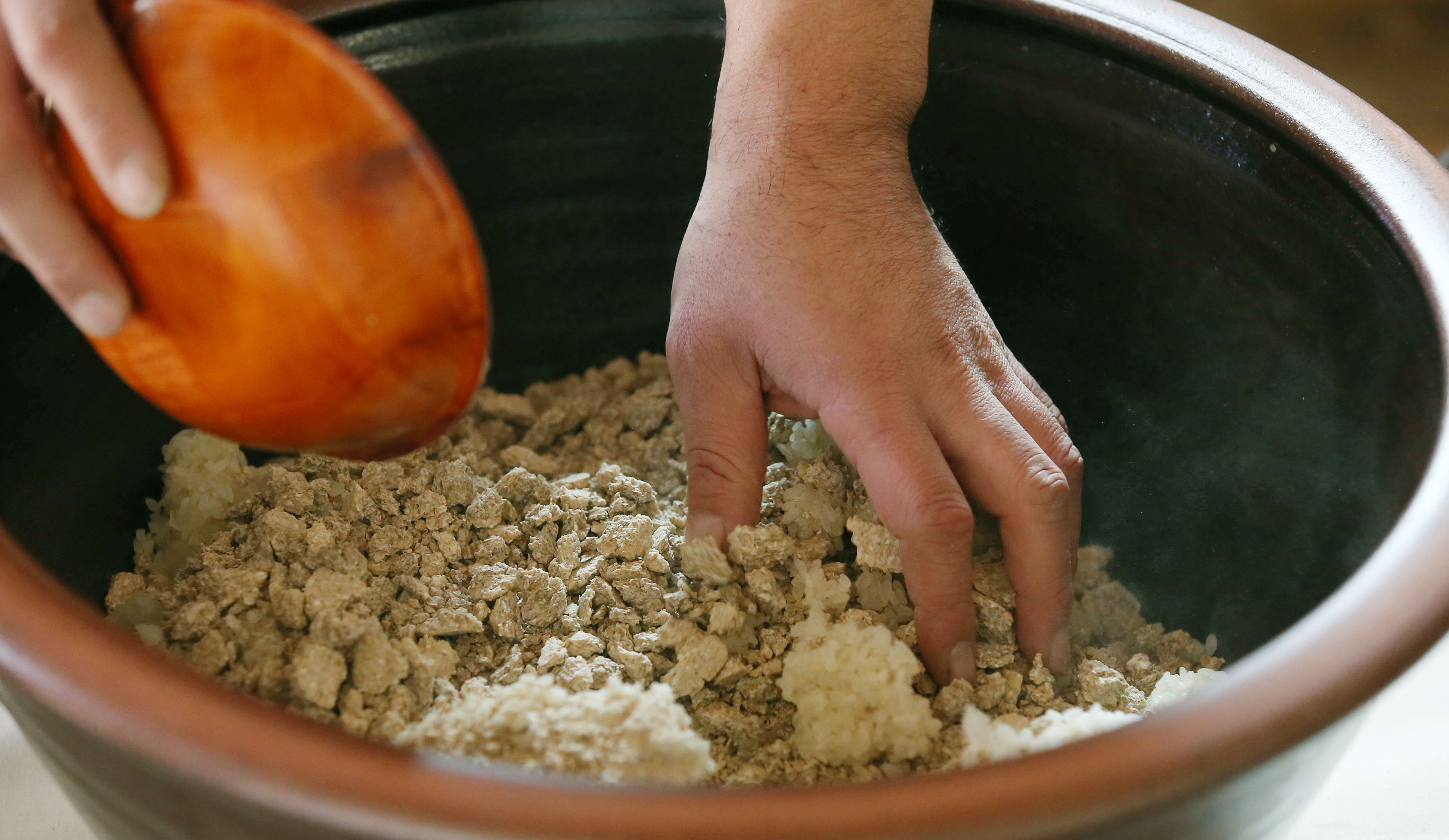
청명주를 만드는 과정 중 하나.
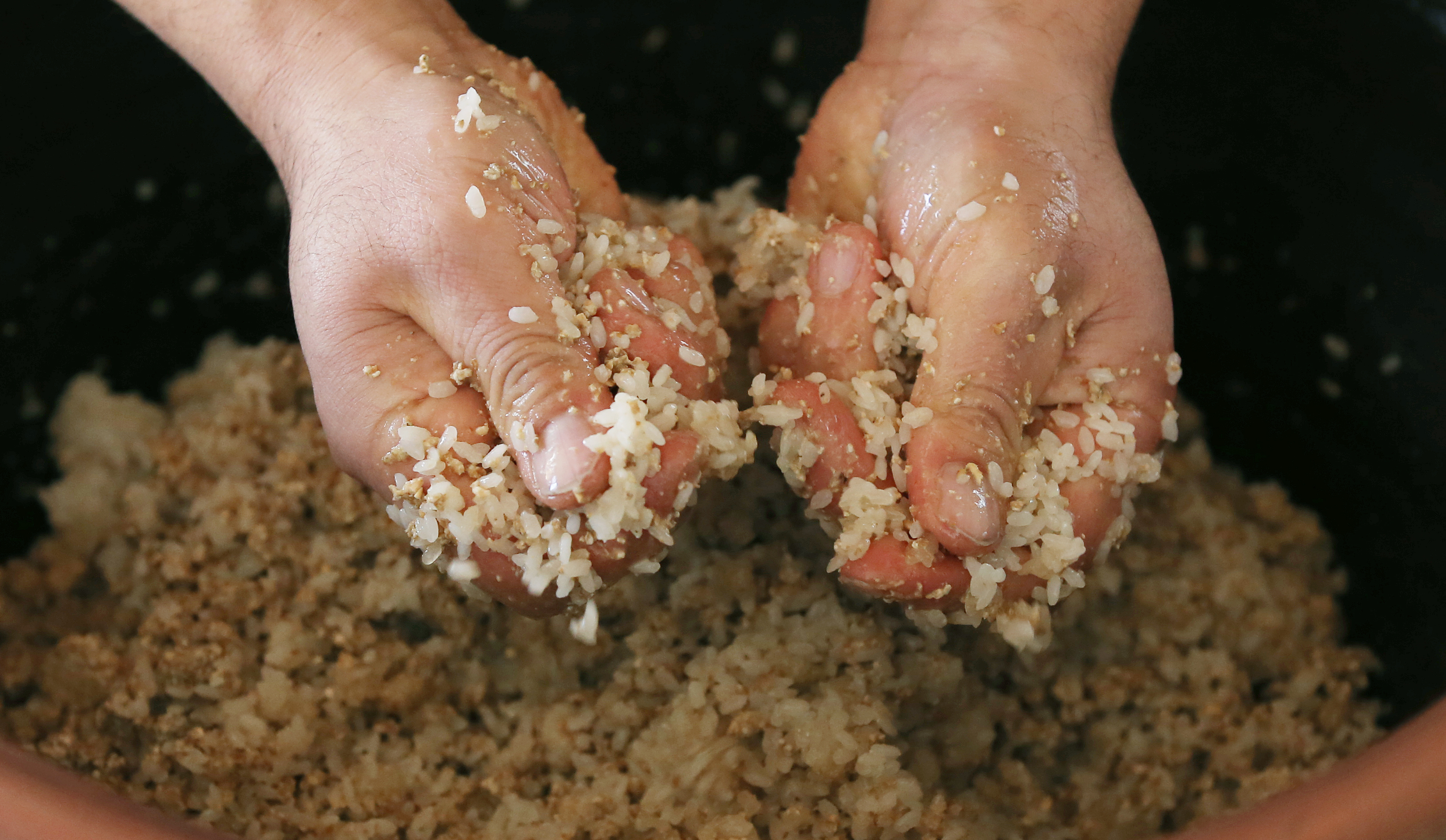
청명주의 발효를 위한 과정.
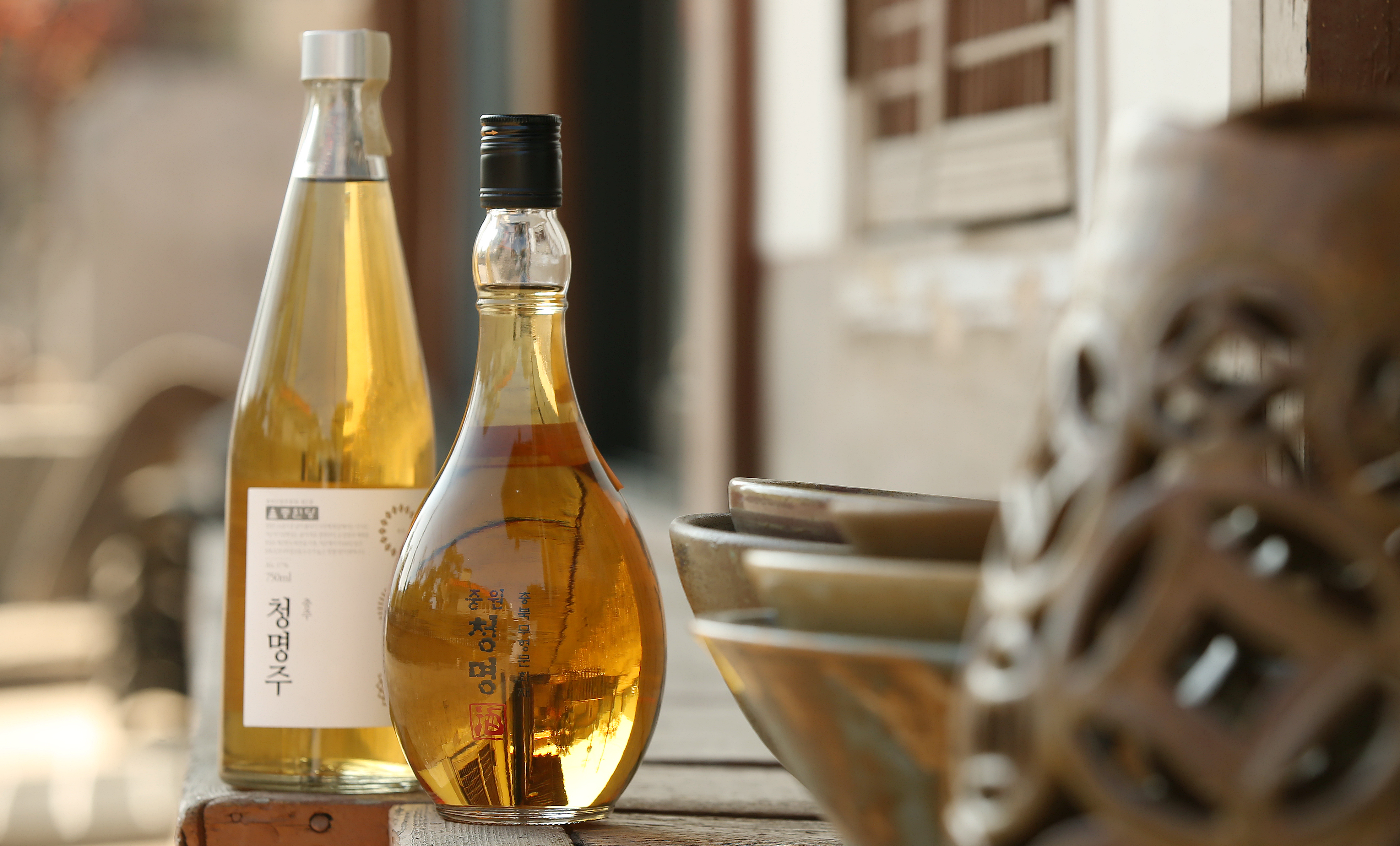
병입이 완료된 청명주의 2015년 모습.
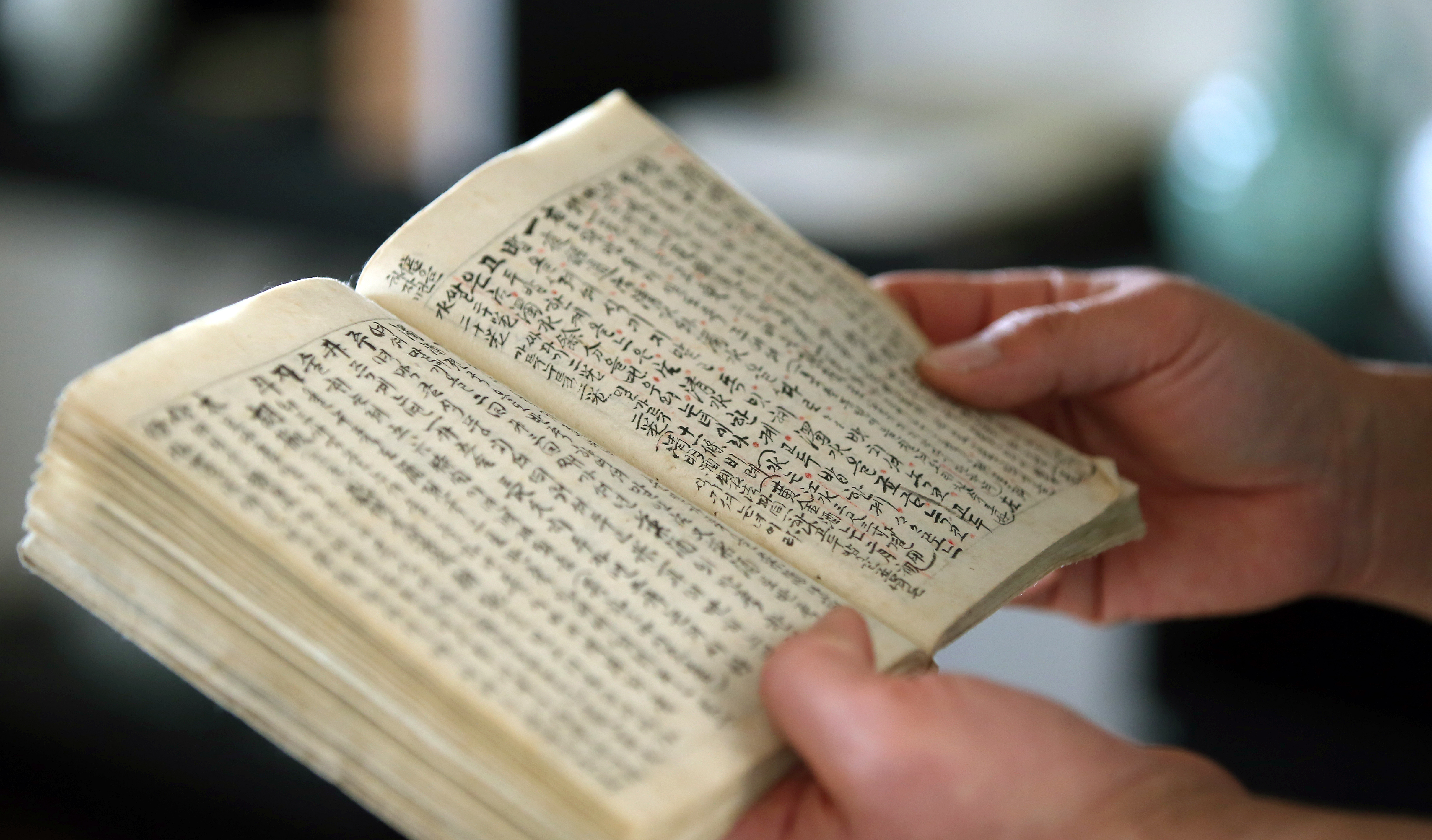
청명주를 재현하는 데 도움이 된 향전록.
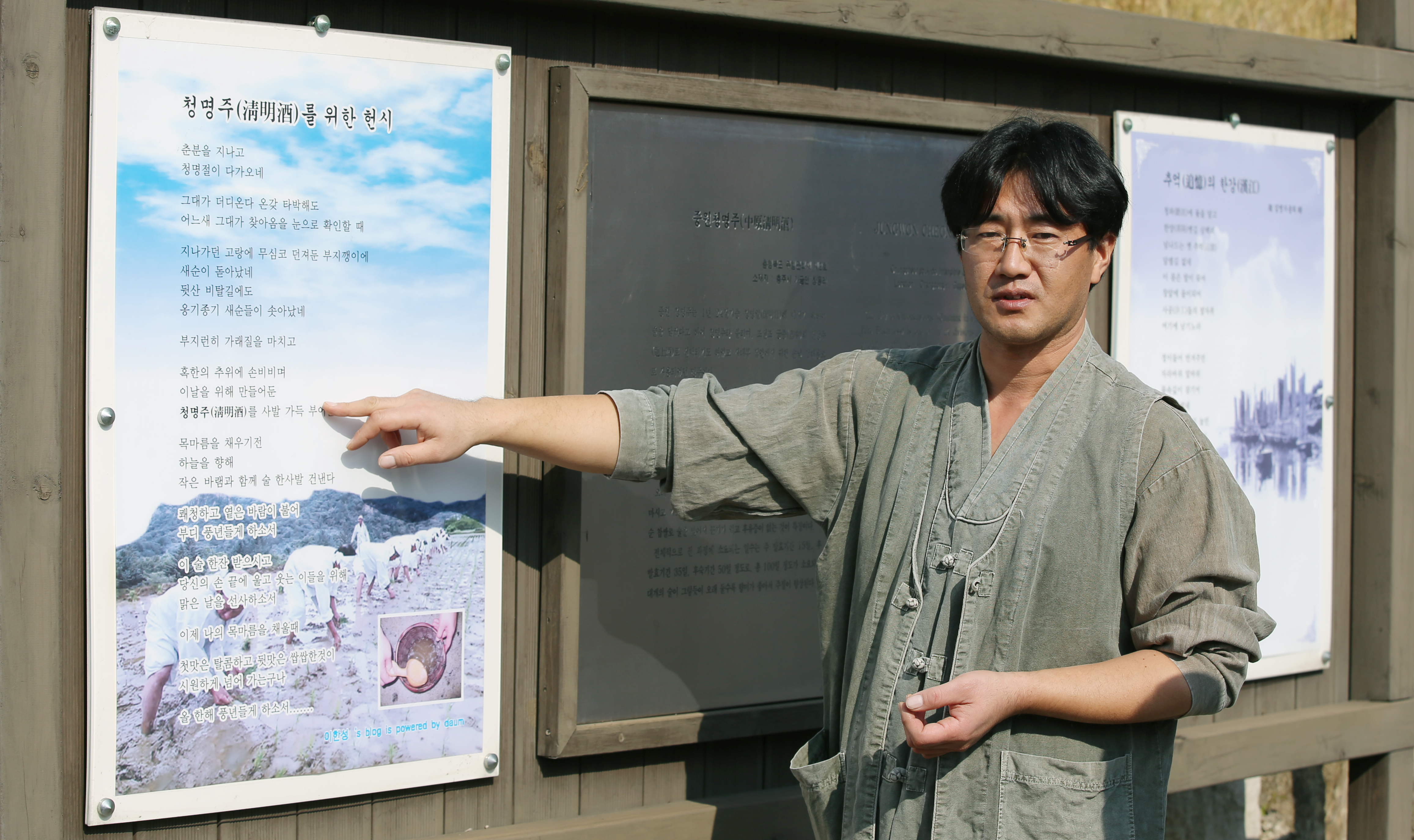
청명주의 전수자 김영섭 대표.

## 참고 자료
- 충주 청명주 - 국가유산청 국가유산포털